# Pentatló modern als Jocs Olímpics d'estiu de 1984
Als Jocs Olímpics d'Estiu de 1984 celebrats a la ciutat de Los Angeles (Estats Units d'Amèrica) es disputaren dues proves de pentatló modern, una d'individual i una d'equip, totes elles en categoria masculina. Les proves es realitzaren entre els dies 29 de juliol i l'1 d'agost de 1984.
Aquest esport combina proves de tir (competició de tir de 10 metres de distància), esgrima (competició d'espasa), natació (200 metres lliures), hípica (concurs de salts d'obstacles) i cross.
Hi participaren un total de 52 atletes de 18 comitès nacionals diferents.

## Resum de medalles
| Prova                              | Or                                                            | Argent                                                           | Bronze                                       |
| Pentatló modern individual Detalls | Daniele Masala                                                | Svante Rasmuson                                                  | Carlo Massullo                               |
| Pentatló modern per equips Detalls | ItàliaDaniele Masala · Carlo Massullo · Pier Paolo Cristofori | Estats Units Michael Storm · Robert Gregory Losey · Dean Glenesk | FrançaPaul Four · Didier Boube · Joel Bouzou |

## Medaller
| Posició | País         | Or | Argent | Bronze | Total |
| 1       | Itàlia       | 2  | 0      | 1      | 3     |
| 2       | Estats Units | 0  | 1      | 0      | 1     |
| 2       | Suècia       | 0  | 1      | 0      | 1     |
| 4       | França       | 0  | 0      | 1      | 1     |